# Chaneil Kular
Chaneil Kular (* 20. August 1999 in England) ist ein britischer Schauspieler.

## Leben
Kular wurde am 20. August 1999 in England als Sohn indischer Vorfahren geboren. 2018 war er in der langläufigen britischen Fernsehserie Doctors in insgesamt 18 Episoden in der Rolle des Tariq Amiri zu sehen. Im selben Jahr hatte er außerdem eine Episodennebenrolle als Pizza-Lieferant in der Fernsehserie Informer inne. Von 2019 bis 2021 stellte er die Rolle des Anwar im Netflix Original Sex Education dar. 2020 verkörperte er in allen Episoden der Fernsehserie Black Narcissus die Rolle des Dilip Rai. 2022 war er in der Rolle des Cammy in einer Episode der Fernsehserie Atlanta zu sehen. 2023 folgten eine Rolle im Spielfilm Accused sowie die Mitwirkung in der Serie Bodies.

## Filmografie (Auswahl)

Unterschrift von Chaneil Kular

- 2018: Doctors (Fernsehserie, 12 Episoden)
- 2018: Informer (Fernsehserie, Episode 1x04)
- 2019–2021: Sex Education (Fernsehserie, 17 Episoden)
- 2020: Black Narcissus (Fernsehserie, 3 Episoden)
- 2022: Atlanta (Fernsehserie, Episode 3x08)
- 2023: Accused
- 2023: Bodies (Fernsehserie)
- 2023: Silber und das Buch der Träume